# Paracletus
Paracletus — пятый студийный альбом французской блэк-метал-группы Deathspell Omega, выпущенный 9 ноября 2010 года на лейбле Norma Evangelium Diaboli во Франции и на Season of Mist в Канаде и США. Релиз является последним из трилогии, куда вошли два предыдущих полноформатных альбома группы. Paracletus получил крайне положительные оценки от музыкальных критиков.

## Об альбоме
Paracletus представляет собой заключительную часть концептуальной трилогии, куда помимо него вошли Si monvmentvm reqvires, circvmspice (2004) и Fas — Ite, Maledicti, In Ignem Aeternum (2007). Стилистически альбом продолжает эксперименты, начатые в 2004 году с выходом альбома Si monvmentvm reqvires, circvmspice. Paracletus открывается композицией «Epiklesis», в которой цитируется Евангелие от Матфея (Мф. 12:32). Длина песен сократилась, по сравнению с другими альбомами трилогии.

## Отзывы критиков
| Оценки критиков     | Оценки критиков |
| Источник            | Оценка          |
| ------------------- | --------------- |
| AllMusic            | [ 2 ]           |
| BraveWords          | [ 3 ]           |
| Chronicles of Chaos | [ 4 ]           |
| metal.de            | [ 5 ]           |
| Metal Storm         | [ 6 ]           |
| MetalSucks          | [ 7 ]           |
| Rock Hard           | [ 8 ]           |
| Sputnikmusic        | [ 9 ]           |

Альбом получил крайне положительные оценки от музыкальных критиков. Фил Фримен из AllMusic пишет, что группа берёт «агрессию блэк-метала и соединяет её с композиционной сложностью прог-рока 70-х годов, таких как Van der Graaf Generator и Univers Zéro». По его словам, если альбом «и не является шедевром, то он является превосходным завершением большого многочастного произведения искусства». Костас Сарампалис в рецензии для Chronicles of Chaos назвал Paracletus «шедевром» и альбомом года, описав его как «хаос, наполненный смыслом». Рецензент metal.de Тимм написал: «Deathspell Omega по-прежнему технически и эстетически блестящи, непостижимы и загадочны». Лукас из Metal Storm пишет, что Paracletus «очень хороший и веселый альбом. Риффы по-прежнему умопомрачительны (хотя и меньше, чем раньше), хаос по-прежнему ошеломляет (хотя и меньше, чем раньше), вокал по-прежнему громок и эмоционален (хотя и меньше, чем раньше), сложность песен по-прежнему заставляет восхищаться (хотя и меньше, чем раньше), общий продукт по-прежнему очень впечатляющий и достойный (хотя и меньше, чем раньше)». Кайл Уард в рецензии для Sputnikmusic написал: «Вершина уже сложившегося и уважаемого звучания, Paracletus — это самое лучшее из того, что Deathspell Omega создали на данный момент». Редакция портала Metal Injection в статье о трилогии описала Paracletus как «очень сбалансированный альбом, один из лучших в жанре блэк-метал, и отличное завершение трилогии».

## Список композиций
| №                   | Название                      | Длительность |
| ------------------- | ----------------------------- | ------------ |
| 1.                  | «Epiklesis»                   | 1:42         |
| 2.                  | «Wings of Predation»          | 3:43         |
| 3.                  | «Abscission»                  | 6:07         |
| 4.                  | «Dearth»                      | 3:47         |
| 5.                  | «Phosphene»                   | 7:03         |
| 6.                  | «Epiklesis»                   | 3:06         |
| 7.                  | «Malconfort»                  | 4:57         |
| 8.                  | «Have You Beheld the Fevers?» | 2:59         |
| 9.                  | «Devouring Famine»            | 5:09         |
| 10.                 | «Apokatastasis Pantôn»        | 4:01         |
| Общая длительность: | Общая длительность:           | 42:34        |